# Call-girl serenade
Call-girl serenade (Target for Their Dark Desire) est un roman policier de l’écrivain australien Carter Brown publié en 1966 aux États-Unis, puis en 1967 en Australie. 
Le roman est traduit en français en 1967 dans la Série noire. La traduction, prétendument "de l'américain", est signée Jacques Hall. C'est une des nombreuses aventures du lieutenant Al Wheeler, bras droit du shérif Lavers dans la ville californienne fictive de Pine City ; la vingt-huitième traduite aux Éditions Gallimard. Le héros est aussi le narrateur.

## Résumé
Angela Palmer, jeune strip-teaseuse, a découvert son amie Elinor Brooks, nue et poignardée, dans leur cottage commun au bord du Pacifique. La victime gagnait sa vie en vendant ses charmes à quelques clients, dont Al Wheeler retrouve quatre noms sur un agenda : Lubell, le patron de la boîte où se produit Angela ; Wagner, un commerçant en lingerie fine ; Drury, un riche homme d'affaires ; et un mystérieux Mason, introuvable. L'un d'eux est-il le coupable ? Pourquoi la lettre J a-t-elle été tracée avec du sang sur le front d'Elinor ? Et où sont passées ses chaussures ? Chacun de son côté, Angela Palmer et Drury semblent très désireux de seconder le lieutenant dans son enquête. Celui-ci espère aussi le concours de la vendeuse en dessous chics ...

## Personnages
- Al Wheeler, lieutenant enquêteur au bureau du shérif de Pine City.
- Le shérif Lavers.
- Annabelle Jackson, secrétaire du shérif.
- Doc Murphy, médecin légiste.
- Le sergent Polnik.
- Le sergent Kylie.
- Ed Sanger, technicien du laboratoire de la Brigade Criminelle.
- Angela Palmer, "danseuse exotique" au Châssis Schproum Club.
- Nigel Slater, son amant.
- Tom Lubell, propriétaire du Châssis Schproum Club.
- Frank Wagner, commerçant en lingerie fine.
- Nancy Lewis, vendeuse dans la boutique de Wagner.
- Jesse Drury, patron de William Waller & Compagnie.
- Mike Maousse, son gorille.
- Gil Mason, quatrième nom sur l'agenda de la victime.
- Johnny Ferrano, ancien associé de Gil Mason.

## Édition
- Série noire no 1143, 1967,  (ISBN 2070481433). Réédition : Carré noir no 225 (1976),  (ISBN 2070432254).

## Autour du livre
Dans ce roman, Al Wheeler doit se contenter d'un véhicule de patrouille : son "engin de sport personnel", une Jaguar Type E depuis Descente de cave, ayant été "méchamment mis à mal par un pochard".